# スター (フェリー)
スター（Star）は、エストニアのタリンクが運航しているフェリー。

## 概要
タリンクスターは、2007年に建造されたばかりの高速船で、ヘルシンキ - タリン航路に就航している。船内には2700席のシートがある。速力は27ノット。客室数131、ベッドは520。